# エア・フォースII
『 エア・フォースII 』（原題：In Her Line of Fire ）は、2006年に製作されたアメリカ映画。ブライアン・トレンチャード＝スミス監督。マリエル・ヘミングウェイ主演。

## ストーリー
元アメリカ海兵隊隊員でアメリカ合衆国副大統領のウォーカー(デビッド・キース)は外国訪問のために搭乗していたエアフォーストゥーが太平洋上空で稲妻に直撃され海に不時着する。脱出に成功したウォーカーとシークレットサービスのデラニー（マリエル・ヘミングウェイ）と記者、側近がとある孤島に着くが、一人が何者かに撃たれてしまい、ウォーカー自身も命を狙われることになる。そこの島は、元アメリカ軍の軍人である、アーム・ストロングが率いる反政府ゲリラのアジトだった。

## キャスト
※括弧内は日本語吹替。
- デラニー：マリエル・ヘミングウェイ（村木友香）
- ウォーカー副大統領：デヴィッド・キース（猪俣三四郎）
- アームストロング：デヴィッド・ミルバーン（神保良介）
- シャロン：ジル・ベネット（岩田麻衣子）
- ローゼン：ジェシー・ハッチ
- シドニー・ジャクソン
- パトリック・ケイク